# Liliana Granulić
Ljiljana Granulić - Ivaci (Banja Luka, 1959) è un'ex pallamanista e allenatrice di pallamano croata con cittadinanza italiana.

## Biografia
È arrivata in Italia nel 1987 per giocare nella De Gasperi Enna. Subito dopo il ritiro, nel 1995, ne è diventata l'allenatrice ed è riuscita a vincere con la squadra ennese due scudetti di pallamano femminile e due Coppe Italia. Dal 2004 al 2008 ha allenato la nazionale di pallamano femminile dell'Italia, con cui ha vinto la EHF Challenge Trophy Cup, primo trofeo internazionale vinto da una rappresentativa italiana nella pallamano a qualsiasi livello.
Ha vinto il premio Carmelo Di Bella assegnato dall'USSI al miglior allenatore nel 2005.
Dal 28 gennaio 2020 è di nuovo allenatrice della nazionale femminile italiana, a seguito delle dimissioni del precedente allenatore Neven Hrupec Ha anche guidato l'Under 19 femminile, che ha vinto nel 2021 al Centro Federale di Chieti uno dei round del Championship riservato alle nazionali giovanili.